# Georg Høeberg
Georg Valdemar Høeberg (Copenhaguen, 27 de desembre de 1872 - Vedbæk, regió de Hovedstaden, 3 d'agost de 1950) va ser un violinista, director i compositor danès. Era germà del cantant d'òpera Albert Høeberg i el violoncel·lista Ernst Høeberg i net de Hans Christian Lumbye.
El 1888 es va convertir en estudiant a l'Acadèmia de Música, a Jørgen Ditleff Bondesen, Niels Gade i Valdemar Tofte com a professors. Va tenir el violí com a instrument principal i també va estudiar piano i composició, acabant-se de perfeccionar a Berlín. Fou professor del Conservatori de Copenhaguen i director de la Societat de Concerts Danesos.
Entre les seves obres més importants hi figuren: l'òpera Die Hochzeit in den Katakomben (Copenhaguen, 1909); el ball París Don; una Sonata de violí, i una Romança per al mateix instrument amb acompanyament d'orquestra; un Quartet per a veus soles; nombroses obres corals, lieder i peces per a piano.